# William Winter
William Winter (Hampstead, 11 settembre 1898 – Londra, 18 dicembre 1955) è stato uno scacchista inglese.
Seguace della scuola posizionale di Siegbert Tarrasch, il suo solido gioco strategico gli permise di sconfiggere molti campioni del suo tempo, tra cui Aaron Nimzowitsch, Milan Vidmar e David Bronstein. La sua scarsa salute e una insufficiente forza tattica non gli permisero però di avere la costanza di rendimento necessaria per esprimere appieno le sue potenzialità.
Gli fu attribuito il titolo di Maestro Internazionale nel 1950 (anno della sua istituzione).

## Principali risultati
Ottenne il primo successo vincendo nel 1919 il campionato dell'Università di Cambridge, dove studiava legge. Nel 1930 partecipò alle Olimpiadi di Amburgo, realizzando l'ottimo risultato di +8 –0 =7 (76,7%). Partecipò ad altre tre olimpiadi fino al 1935.
Vinse due volte il campionato britannico di scacchi (1935 e 1936) e cinque volte il campionato di Londra (1926, 1928/29, 1932, 1939 e 1947). Nel 1934 vinse il campionato britannico open.
Winter era un attivista comunista, e fu l'unico tra i campioni britannici ad essere imprigionato per le sue idee politiche. 
Svolse un'intensa attività di giornalista scacchistico. Fu redattore del British Chess Magazine e delle rubriche scacchistiche del Manchester Guardian e del Daily Worker.
Era nipote di James Matthew Barrie, il creatore di Peter Pan. 

## Opere
William Winter fu autore di diversi libri di scacchi, tra cui:
- Modern Master-play (con Frederick Yates), Londra-Filadelfia 1929
- Chess for Match Players, Londra 1936 (ripubblicato dalla editrice Dover nel 1965)
- The world chess championship 1951; Botvinnik v. Bronstein. (con R.G. Wade), Turnstile Press, Londra 1952
- Kings of Chess , Hardinge Simpole, Londra-New York 1954

## Partite notevoli
- Aaron Nimzowitsch - William Winter, Londra 1927  apertura Larsen 1.b3
- William Winter - Milan Vidmar, Londra 1927  difesa Nimzoindiana E27  [1]
- William Winter - Mir Sultan Kahn, Hastings 1930/31  difesa Nimzoindiana E23
- William Winter - George Koltanowski, Hastings 1936/37  Est indiana E72
- David Bronstein - William Winter, Radio match URSS-GBR 1946  Siciliana dragone B75